# Jean-Pierre Batut
Pour les articles homonymes, voir Batut.
Jean-Pierre Batut, né le 3 juillet 1954 à Paris, est un évêque catholique français, évêque de Blois du 11 janvier 2015 au 26 juin 2023, il est depuis cette date évêque auxiliaire de Toulouse.

## Biographie

### Formation
Après avoir obtenu une licence en philosophie et une maîtrise et un CAPES en allemand à l'Université de la Sorbonne à Paris, Jean-Pierre Batut suit ses études en théologie à l'Université pontificale grégorienne à Rome.
Il obtient ensuite des doctorats en histoire des religions à la Sorbonne et en théologie à l'Institut catholique de Paris.

### Principaux ministères

#### Prêtre
Ordonné prêtre le 23 juin 1984 pour le diocèse de Paris, il exerce l'essentiel de son ministère dans l'enseignement comme formateur au séminaire de Paris, professeur de théologie au séminaire Saint-Sulpice à Issy-les-Moulineaux, directeur du premier cycle à la Maison Saint-Séverin du Séminaire de Paris et enseignant au studium Notre-Dame.
Il est également vicaire dans plusieurs paroisses parisiennes avant d'être curé de Sainte-Jeanne de Chantal de 2000 à 2006, puis curé de la paroisse Saint-Eugène Sainte-Cécile.

#### Évêque
Benoît XVI le nomme évêque auxiliaire de Lyon, aux côtés du cardinal Barbarin, archevêque de Lyon, le 28 novembre 2008 avec le titre d'évêque in partibus de Ressiana.
Il est consacré le 10 janvier 2009 par le cardinal Philippe Barbarin, archevêque de Lyon, assisté par le cardinal André Vingt-Trois, archevêque de Paris et Dominique Lebrun, évêque de Saint-Étienne.
Au sein de la Conférence des évêques de France, il est membre depuis 2011 de la Commission doctrinale.
Le 22 novembre 2014, le pape François le nomme évêque de Blois, à la suite de la renonciation de Maurice Le Bègue de Germiny pour atteinte de la limite d'âge et est introduit le 11 janvier 2015 en la cathédrale Saint-Louis de Blois.
Le 28 mars 2016, Batut est élu par l'assemblée générale de la Conférence des évêques de France pour un premier mandat de trois ans comme membre de son conseil permanent en tant qu'évêque d'un diocèse de moins de 500 000 habitants.
Le 26 juin 2023, il renonce à sa charge d'évêque de Blois, pour des raisons de santé, et devient évêque auxiliaire de Toulouse,. Il reçoit alors le titre d'évêque titulaire de Maillezais. Son installation est célébrée le 10 septembre par Guy de Kerimel archevêque du diocèse en la cathédrale Saint-Étienne de Toulouse.

### Publications
- Dieu le Père Tout-Puissant, éd. Parole et Silence, 1998  (ISBN 2-911940-48-2)
- Apprendre à prier par la prière, avec Patrick Chauvet, éd. Mame, 1999  (ISBN 978-2728906444)
- L'art moderne: entre emprise et déprise de Dieu, avec 4 autres, éd. Parole et Silence, 2005  (ISBN 978-2845732902)
- Qui est le Dieu des chrétiens ? avec Rémi Brague, éd. Salvator, mars 2011  (ISBN 978-2706708077)
- À partir du Credo (Conférences de Carême de Fourvière), éd. Parole et Silence, 2013  (ISBN 978-2-88918-152-0)